# 쟈니 잉글리쉬
《쟈니 잉글리쉬》(영어: Johnny English 조니 잉글리시[*])는 2003년 개봉한 영국의 첩보 액션 코미디 영화이다. 제임스 본드 시리즈의 패러디로 기획되었다. 로언 앳킨슨이 제목의 주인공을 맡았고, 그 외에 내털리 임브룰리아, 벤 밀러, 존 맬커비치 등이 출연하였다.
평단으로부터 엇갈린 평가를 받았으나 극장가 흥행에 성공하였다.
속편 《쟈니 잉글리쉬 2: 네버다이》(2011)로 이어진다.

## 줄거리
어설픈 MI7 요원 조니 잉글리시가 최정예 요원 에이전트 원의 장례식 경호를 엉망으로 하는 바람에 조의를 표하러 온 MI7 요원 전원이 사망한다.
이제 에이전트 원이 맡았던 임무를 이어받을 수 있는 MI7 요원은 조니뿐. 조니는 사설 감옥 경영 업계 거물인 프랑스인 파스칼이 런던탑에서 주관하는 대관보기 공개식에서 예고된 절도 범죄를 막아야만 한다.
그러나 보석은 공개식 도중 일어난 잠깐의 정전 때 감쪽같이 사라지고, 조니는 파트너 앵거스와 보석 회수에 나선다. 조니는 파스칼이 사건 배후에 있다는 걸 알게 되고 위에 보고하지만, 이를 믿지 않는 수장 페거서스는 조니를 임무에서 배제한다. 
하지만 조니는 역시 파스칼 뒤를 캐고 있는 인터폴 요원 로나에게 격려를 받으며 페거서스 몰래 수사를 계속한다. 찰스 에드워드 스튜어트 후예인 파스칼은 엘리자베스 2세를 아끼는 웰시 코기로 협박하여 본인의 퇴위와 후손들의 계승권 말소를 종용한다. 파스칼은 왕위에 오르면 그레이트브리튼섬 전체를 세계 최대 감옥으로 뒤바꿀 생각인데...

## 출연진
- 로언 앳킨슨 - 조너선 “조니” 잉글리시 역: MI7 요원.
- 내털리 임브룰리아 - 로나 캠벨 역: 인터폴 요원.
- 벤 밀러 - 앵거스 바우 역: 현장 파트너.
- 존 맬커비치 - 파스칼 소바주 역: 프랑스인 감옥 경영자. 제임스 2세 후손.
- 팀 피곳스미스 - 페거서스 역: MI7 수장.
- 케빈 맥낼리 - 총리 역
- 타사 지바스콘셀루스 - 조니가 꾸는 몽상 속에 나오는 이국적인 여성 역
- 그레그 와이즈 - 에이전트 원 역: MI7 최정예 요원.
- 프루넬라 스케일스 - 엘리자베스 2세 역

## 기타 제작진
- 공동 제작: 데브라 헤이워드, 라이자 체이신, 조 번
- 협력 제작: 크리스 클라크
- 배역: 프리실라 존
- 미술: 크리스 시거스
- 의상: 질 테일러
- 분장: 그레이엄 존스턴
- 특수 효과: 피터 챵

## 반응
리뷰 애그리게이터 웹사이트 로튼 토마토에서 평론가 리뷰 121편을 바탕으로 32%의 지지도를 얻었으며 평점은 4.9/10이다. 메타크리틱에서는 평론가 리뷰 32편에 근거해 100점 만점에 51점을 받았으며, 이는 “혼재된 혹은 평균” 수준에 해당한다.

## 같이 보기
- 오스틴 파워: 제로